# Per Anhalter durch die Galaxis (Romanreihe)
Per Anhalter durch die Galaxis ist eine Romanreihe, die Douglas Adams aus dem BBC Radio 4-Radiohörspiel Per Anhalter ins All entwickelt hat und die er in mehreren Bänden fortsetzte, bis 1992 „Teil 5 der vierbändigen Trilogie“ erschien. Die einzelnen Teile sind: 
- Per Anhalter durch die Galaxis (The Hitchhiker’s Guide to the Galaxy), ISBN 3-453-50016-4. Originalveröffentlichung 12. Oktober 1979.[1] Veröffentlichung der deutschen Übersetzung 1981.
- Das Restaurant am Ende des Universums (The Restaurant at the End of the Universe), ISBN 3-453-14698-0. Originalveröffentlichung 1980. Veröffentlichung der deutschen Übersetzung 1983.
- Das Leben, das Universum und der ganze Rest (Life, the Universe, and Everything), ISBN 3-453-14605-0. Originalveröffentlichung 1982. Veröffentlichung der deutschen Übersetzung 1984.
- Macht’s gut, und danke für den Fisch (So Long and Thanks for All the Fish), ISBN 3-453-14606-9. Originalveröffentlichung 1984. Veröffentlichung der deutschen Übersetzung 1985.
- Einmal Rupert und zurück (Mostly Harmless), ISBN 3-453-08230-3. Originalveröffentlichung 1992. Veröffentlichung der deutschen Übersetzung 1993.

Die ersten vier Teile wurden von Benjamin Schwarz ins Deutsche übersetzt, den fünften Teil übersetzte Sven Böttcher.
Zur Anhalter-Serie zählt ferner die Kurzgeschichte Der junge Zaphod geht auf Nummer sicher (Originaltitel Young Zaphod Plays it Safe), die als Verbindungsstück zwischen dem 4. und dem 5. Band angesehen werden kann. Die Geschichte liegt in zwei etwas unterschiedlichen Versionen vor und ist in verschiedenen Sammelbänden erschienen, unter anderem im Nachlassband Lachs im Zweifel (ISBN 3-453-40045-3).
Im Oktober 2009 wurde der sechste Band der Reihe unter dem Namen Und übrigens noch was … (And Another Thing …) veröffentlicht (ISBN 978-3-453-26640-7). Autor des Buches ist Eoin Colfer, dem Adams’ Witwe Jane Belson die Autorisierung dazu erteilte. Deutscher Übersetzer ist Gunnar Kwisinski.

## Per Anhalter durch die Galaxis
In Per Anhalter durch die Galaxis besuchen die Figuren (Arthur Dent, Ford Prefect, Tricia „Trillian“ McMillan, Zaphod Beeblebrox und der Roboter Marvin) den legendären Planeten Magrathea, Heimatplanet der mittlerweile zusammengebrochenen „Planetenbau“-Industrie. Dort treffen sie auf Slartibartfaß, einen Planetenarchitekten (bekannt für seine Fjorde in Norwegen). Dieser erzählt ihnen von einer Rasse hyper-intelligenter, pan-dimensionaler Wesen, die einen Computer namens Deep Thought gebaut haben, um die Antwort auf die „Ultimative Frage des Lebens, des Universums und dem ganzen Rest“ zu bekommen. Nachdem 42 als Antwort berechnet wurde, entschlossen sie sich, einen noch besseren Computer zu bauen, um herauszufinden, wie „die Ultimative Frage“ lautete – allerdings trugen ihre Bemühungen niemals Früchte.
Dieser noch bessere Computer, aufgrund seiner Größe und der Verwendung biologischer Komponenten fälschlicherweise oft als Planet missgedeutet, war die Erde, die, fünf Minuten vor dem Ende ihrer zehn Millionen Jahre dauernden Berechnung, zerstört wurde. Die hyper-intelligenten, pan-dimensionalen Wesen, die sich als Mäuse herausstellten, wollen Arthurs Gehirn sezieren, um die Frage zu rekonstruieren, doch er entkommt und macht sich auf in Richtung des Restaurants am Ende des Universums.
Das Buch basiert auf den ersten vier Radio-Episoden. Es erschien erstmals 1979 (auf Englisch als Paperback, auf Deutsch 1981).

## Das Restaurant am Ende des Universums
In diesem Restaurant wird „Ende“ im doppelten Sinne verstanden. Einerseits ist es räumlich am äußersten Rand gelegen, vor allem aber kann man sich in einer „allabendlichen“ Reality-Show über das zeitliche Ende des Universums (und zurück) geleiten lassen. Douglas Adams spielt hier, wie an anderen Stellen seines Werks, recht frei mit dem tradierten Raum- und Zeitverständnis und nimmt dabei ironisch die Schaulust des heutigen Menschen aufs Korn.

## Das Leben, das Universum und der ganze Rest
Das Leben, das Universum und der ganze Rest ist 1982 als dritter Teil der Anhalter-Reihe erschienen (Originaltitel Life, the Universe and Everything).
Zu Beginn des Buches entkommen Ford und Arthur durch ein Raum-Zeit-Kontinuum von der prähistorischen Erde. Zusammen mit Slartibartfaß machen sie sich auf, das Universum vor der Auslöschung durch die Bewohner des Planeten Krikkit zu retten. Diese wurden in ferner Vergangenheit aufgrund ihrer Gefährlichkeit in eine Zeitblase eingeschlossen, aus der sie jetzt zu entkommen versuchen.
Unterwegs begegnen sie Marvin, Zaphod und Trillian. Gemeinsam gelingt es ihnen, das Universum zu retten, ohne Krikkit vernichten zu müssen.

## Macht’s gut, und danke für den Fisch
Macht’s gut und danke für den Fisch (So Long, and Thanks For All the Fish) ist der vierte Teil der Per-Anhalter-durch-die-Galaxis-Trilogie*.
Arthur Dent kehrt auf die eigentlich explodierte Erde zurück, um herauszufinden, ob es noch dieselbe wie vorher ist. Sie ist es, allerdings sind die Delphine verschwunden.
Das Buch handelt einige Zeit nach dem dritten Teil von Per Anhalter durch die Galaxis (Das Leben, das Universum und der ganze Rest) und bietet somit den Übergang zum fünften Teil der Reihe: Einmal Rupert und zurück.
Erstmals wird in diesem Buch die Nebenfigur des Regengotts Rob McKenna erwähnt.
Dasselbe gilt für Fenchurch. Sie ist wie Arthur Dent eine Person, die Merkwürdiges durchgestanden hat. Die beiden lernen sich kennen und lieben.
* Die Geschichte Per Anhalter durch die Galaxis war ursprünglich nur dreiteilig und endete nach dem dritten Band: Das Leben, das Universum und der ganze Rest. Dieser Fakt brachte der Roman-Reihe den Namen „Vierteilige Trilogie mit Zusatzband“ ein. Seit dem Erscheinen des fünften Bandes wird von Fans die Bezeichnung Die Vierteilige Trilogie in fünf Bänden genutzt.

## Einmal Rupert und zurück
Einmal Rupert und zurück (Originaltitel: Mostly Harmless) ist der fünfte Teil der Reihe.
Tricia McMillan ist Trillian in einem anderen Universum, in dem sie nicht mit Zaphod Beeblebrox die Erde verließ. Sie wird von einer Gruppe grebulonischer Forscher nach Rupert entführt, einem Planeten unseres Sonnensystems, der noch weit außerhalb des Plutos liegt. Da sie alle bei einem Unfall ihr Gedächtnis verloren haben und sich nicht mehr an das Ziel ihrer Mission erinnern können, haben sie die komplette Überwachung der Erde zu ihrem Auftrag erklärt. Das pausenlose Fernsehen erfüllt sie jedoch nicht, weshalb sie nach einem Weg suchen, Horoskope der Erde an die anderen astrologischen Bedingungen von Rupert anzupassen.
Inzwischen versucht Ford Prefect gerade seine Spesenabrechnung im Hauptquartier des Anhalters zu deponieren, der aber vor kurzem das Opfer einer Übernahme wurde. Das neue Management hat beschlossen, eine „verbesserte“ Version des Reiseführers herauszubringen. Kurzentschlossen stiehlt Ford den Prototyp und schickt ihn an Arthur Dent.
Arthur Dent lebt nach einem Raumschiff-Absturz auf einem technologisch sehr rückständigen Planeten, wo er sich der Vervollkommnung der Kunst des Sandwich-Machens widmet. Kurz nachdem er das Paket von Ford erhält, bekommt er auch Besuch von Trillian, die ihm auch seine Tochter Random vorstellt. Diese öffnet Fords Paket und verlässt mit Hilfe des neuen „Anhalters“ dessen Planeten. Zusammen mit Ford, der eben eingetroffen ist, verlässt Arthur den Planeten, um seine Tochter zu suchen. Schließlich treffen sich alle Hauptcharaktere auf der Erde im Stavromula Beta, wo sich alle Kreise schließen.

## Internationale Verbreitung
Die Romanreihe wurde zwischenzeitlich in viele Sprachen übersetzt. So erschienen bislang Übersetzungen in Bulgarisch (Пътеводител на галактическия стопаджия), Tschechisch (Stopařův průvodce Galaxií), Französisch (Le routard galactique), Griechisch (Γυρίστε το Γαλαξία με Ωτο-στόπ), Ungarisch (Galaxis Útikalauz stopposoknak), Italienisch (Guida galattica per gli autostoppisti), Japanisch (銀河ヒッチハイク・ガイド), Lettisch (Galaktikas ceļvedis stopētājiem), Norwegisch (Haikerens guide til Galaksen, zuerst veröffentlicht als På tommeltotten til melkeveien), Portugiesisch (À Boleia Pela Galáxia), Rumänisch (Ghidul autostopistului galactic), Russisch (Автостопом по Галактике), Serbisch (Autostoperski vodič kroz galaksiju), Slowenisch (Štoparski vodnik po Galaksiji), Spanisch (Guía del autoestopista galáctico), und Türkisch (Otostopoçunun Galaksi Rehberi).

## Bibliografie
Die folgende Bibliografie enthält hauptsächlich die deutschen Übersetzungen und Adaptionen der Romanreihe.
- 1 The Hitch Hiker’s Guide to the Galaxy (1979, in: The Hitch Hiker’s Guide to the Galaxy; auch: The Hitchhiker’s Guide to the Galaxy, 1980; auch: The Illustrated Hitchhiker’s Guide to the Galaxy, 1994)
  - Deutsch: Per Anhalter durch die Galaxis. Übersetzt von Benjamin Schwarz. Rogner & Bernhard, 1981, ISBN 3-8077-0171-0. Auch als: Per Anhalter durch die Galaxis : Der Roman zum Film. Mit einem Nachwort von Robbie Stamp. Heyne, München 2005, ISBN 3-453-50016-4.
  - Hörspiel: Per Anhalter ins All. Sprecher: Dieter Borsche, Klaus Löwitsch, Bernhard Minetti u. a. Übersetzt von Benjamin Schwarz. Regie: Ernst Wendt. Bayerischer Rundfunk. Der Hör-Verlag, München 1997, ISBN 3-89584-198-6.
  - Hörbuch auf Audiokassette: Per Anhalter durch die Galaxis. 6 Teile. Klett, Stuttgart 1987/1988.
  - Hörbuch: Per Anhalter durch die Galaxis : Vollständige Lesung. Gelesen von Christian Ulmen. Regie: Kai Lüftner. Übersetzt von Benjamin Schwarz. Der Hörverlag, München 2005, ISBN 3-8445-0562-8.
- 2 The Restaurant at the End of the Universe (1980)
  - Deutsch: Das Restaurant am Ende des Universums. Rogner & Bernhard, 1982, ISBN 3-8077-0192-3.
  - Hörbuch: Das Restaurant am Ende des Universums. Vollständige Lesung von Christian Ulmen. Regie: Kai Lüftner. Übersetzt von Benjamin Schwarz. Der Hörverlag, München und [Hamburg] 2010, ISBN 978-3-86717-423-7.
- 3 Life, the Universe and Everything (1982)
  - Deutsch: Das Leben, das Universum und der ganze Rest. Übersetzt von Benjamin Schwarz. Rogner & Bernhard bei Zweitausendeins, 1983, ISBN 3-8077-0205-9.
  - Hörbuch: Das Leben, das Universum und der ganze Rest. Vollständige Lesung von Andreas Fröhlich. Regie: Kai Lüftner. Übersetzt von Benjamin Schwarz. Der Hörverlag, München und [Hamburg] 2012, ISBN 978-3-86717-591-3.
- 4 So Long, and Thanks for All the Fish (1984)
  - Deutsch: Macht’s gut, und danke für den Fisch. Übersetzt von Benjamin Schwarz. Rogner & Bernhard bei Zweitausendeins, 1985, ISBN 3-8077-0211-3.
  - Hörbuch: Macht’s gut und danke für den Fisch. Vollständige Lesung von Andreas Fröhlich. Regie: Kai Lüftner. Übersetzt von Benjamin Schwarz. Der Hörverlag, München und [Hamburg] 2013, ISBN 978-3-86717-592-0.
- 5 Mostly Harmless (1992)
  - Deutsch: Einmal Rupert und zurück. Übersetzt von Sven Böttcher. Hoffmann und Campe, 1993, ISBN 3-455-00075-4.
  - Hörbuch: Einmal Rupert und zurück. Der Hörverlag, München 2015, ISBN 978-3-8445-1106-2.
- 6 von Eoin Colfer: And Another Thing … Hyperion Books, 2009, ISBN 978-1-4013-2358-5.
  - Deutsch: Und übrigens noch was … Heyne, 2009, ISBN 978-3-453-26640-7.
  - Hörbuch: Und übrigens noch was … Ungekürzte Lesung von Stefan Kaminski. Random House Audio, 2009, ISBN 978-3-8371-7634-6.
- Young Zaphod Plays It Safe (Kurzgeschichte, 1986, in: The Utterly Utterly Merry Comic Relief Christmas Book)
  - Deutsch: Der junge Zaphod geht auf Nummer sicher. In: Peter Haining (Hrsg.): Gefährliche Possen. Heyne Science Fiction & Fantasy #5909, 1997, ISBN 3-453-13343-9. Auch als: Jung-Zaphod geht auf Nummer Sicher. In: Lachs im Zweifel: Zum letzten Mal per Anhalter durch die Galaxis. Rogner & Bernhard bei Zweitausendeins, 2003, ISBN 3-8077-0129-X.
  - Hörbuch: Der junge Zaphod geht auf Nummer sicher : Vollständige Lesung. Gelesen von Boris Aljinovic. Regie: Gabriele Bigott. Übersetzt von Erik Simon. Der Hörverlag, München 2005, ISBN 3-89940-611-7 (CD), ISBN 3-8445-0277-7 (MP3).

Englische Sammelausgaben
- The Hitchhiker’s Trilogy (Sammelausgabe von 1–3; 1984; auch: Douglas Adams Trilogy, 1995; auch: The Hitchhiker’s Guide to the Galaxy – Omnibus 1, 2017)
- The Hitch Hiker’s Guide to the Galaxy: A Trilogy in Four Parts (Sammelausgabe von 1–4; 1986; auch: The Universe of Douglas Adams, 1989)
- The Hitchhiker’s Quartet (Sammelausgabe von 1–4 und Kurzgeschichte; 1986; auch: The More Than Complete Hitchhiker’s Guide, 1987)
- The Hitch Hiker’s Guide to the Galaxy: A Trilogy in Five Parts (Sammelausgabe von 1–5; 1995; auch: Mostly Brilliant, 2002; auch: The Hitchhiker’s Trilogy, 2000; auch: The Hitch Hiker’s Guide to the Galaxy: The Nearly Definitive Edition, 2014; auch: The Complete Hitchhiker’s Guide to the Galaxy: The Trilogy of Five, 2012; auch: The Hitchhiker Trilogy, 2002)
- The Ultimate Hitchhiker’s Guide (Sammelausgabe von 1–5 und Kurzgeschichte; 1996; auch: The Ultimate Hitchhiker’s Guide to the Galaxy, 2002; auch: Hitchhiker’s Guide to the Galaxy: The Complete Trilogy of Five, 2017)

Deutsche Sammelausgaben
- Per Anhalter durch die Galaxis / Das Restaurant am Ende des Universums. Ullstein, 1995, ISBN 3-548-23834-3 (Sammelausgabe von 1 und 2).
- Per Anhalter durch die Galaxis: alle 5 Romane in einem Band! Heyne Allgemeine Reihe #20093, 2001, ISBN 3-453-20961-3 (Sammelausgabe von 1–5).
- Hörspielausgabe von 1–4: Per Anhalter ins All. BR/SWF/WDR. Der Hör-Verlag, Stuttgart:
  - Teil 1/2: Schluss mit der Erde. Regie: Ernst Wendt. Übersetzung von Benjamin Schwarz. 1995, ISBN 3-89584-131-5.
  - Teil 3/4: Das Mädchen und der Wal. Regie: Ernst Wendt. Übersetzung von Benjamin Schwarz. 1995, ISBN 3-89584-132-3.
  - Teil 5/6: Ein Tango am Ende der Welt. Regie: Ernst Wendt. Übersetzung von Benjamin Schwarz. 1995, ISBN 3-89584-133-1.
  - Teil 7/9: Das Sofa auf Lord Cricket’s Ground. Regie: Hartmut Kirste. Hörspielbearbeitung und Übersetzung von Walter Andreas Schwarz. 1996, ISBN 3-89584-171-4.
  - Teil 10/12: Die Krikkit-Party. Regie: Hartmut Kirste. Hörspielbearbeitung und Übersetzung von Walter Andreas Schwarz. 1996, ISBN 3-89584-171-4.
  - Teil 13/15: Das Ungewöhnliche an Fenchurch. Regie: Hartmut Kirste. Hörspielbearbeitung und Übersetzung von Walter Andreas Schwarz. 1996, ISBN 3-89584-171-4.
  - Neuausgabe Teil 1–6: Per Anhalter durch die Galaxis. Das Restaurant am Ende des Universums. Der Hörverlag, München 2005, ISBN 3-8445-0562-8.
  - Neuausgabe Teil 7–15: Per Anhalter durch die Galaxis 2 : Das Leben, das Universum und der ganze Rest/Macht’s gut und danke für den Fisch. 2012, ISBN 978-3-8445-1021-8.
  - Milena Maitz: Werkstattbericht. Aus dem Studio ins Weltall. 1996, ISBN 3-89584-171-4.

Hitchhiker’s Guide to the Galaxy Radio Scripts
- 1 The Original Hitchhiker Radio Scripts (1985; auch: The Hitchhiker’s Guide to the Galaxy: The Original Radio Scripts, 1986; auch: The Original Hitchhiker’s Guide to the Galaxy Radio Scripts, 2020)
- 3 The Hitchhiker’s Guide to the Galaxy: Tertiary Phase (2005)
- 4 The Hitchhiker’s Guide to the Galaxy: Quandary Phase (2005)
- 5 The Hitchhiker’s Guide to the Galaxy: Quintessential Phase (2006)
- The Hitchhiker’s Guide to the Galaxy Radio Scripts: v. 2: The Tertiary, Quandary and Quintessential Phases (2005)

Video
- Per Anhalter durch die Galaxis : Die legendäre BBC-Produktion nach den Romanen von Douglas Adams. Darsteller: Simon Jones u. a. BMG-Video, 2002, DNB 964671719.
- Das Restaurant am Ende des Universums : Die legendäre BBC-Produktion nach den Romanen von Douglas Adams. BMG-Video, 2002, DNB 964676648.